# Faculté de théologie et de sciences religieuses de l'Université Laval
La Faculté de théologie et de sciences religieuses de l'Université Laval, est située à Québec (Canada). Elle est l'unique faculté de théologie au Québec. Le doyen actuel est M. Guy Bonneau, spécialiste du Nouveau Testament.

## Historique
En 1663, Mgr François de Montmorency-Laval, fonde le Séminaire de Québec qui en 1852 crée l'Université Laval. L'origine de cet université est donc lié à l'enseignement de la théologie. 
Relié à l'archevêché de Québec, cette Faculté a longtemps été au centre de l'enseignement thomiste en Amérique. Elle a largement contribué à former les cadres d'une Église "mais elle a su accompagner également les transformations de la société québécoise en exerçant sa fonction intellectuelle et critique, en effectuant les adaptations nécessaires de ses structures et de ses programmes, ainsi qu'en redéfinissant sa mission universitaire, sociale et ecclésiale."
La Faculté de théologie devient la Faculté de théologie et de sciences religieuses en 1997. Actuellement, elle est l'unique faculté de théologie au Québec. Un article de Gilles Routhier, (doyen de la ancien Faculté 2012-2021) décrit comment la FTSR de l’Université Laval s’efforce de construire son avenir dans un contexte qui a mené à la fermeture de trois autres facultés de théologie au Québec.

## Publications
- La Revue Laval théologique et philosophique (en collaboration avec la Faculté de Philosophie).
- Bibliothèque copte de Nag Hammadi.
- Revue internationale «Lumen Vitae» (en partenariat avec l’Institut Lumen Vitae à Bruxelles, l’Institut supérieur de pastorale catéchétique à Paris, l’Institut de pastorale des Dominicains à Montréal et l'Université de Fribourg en Suisse).